# 新論壇 (東德)

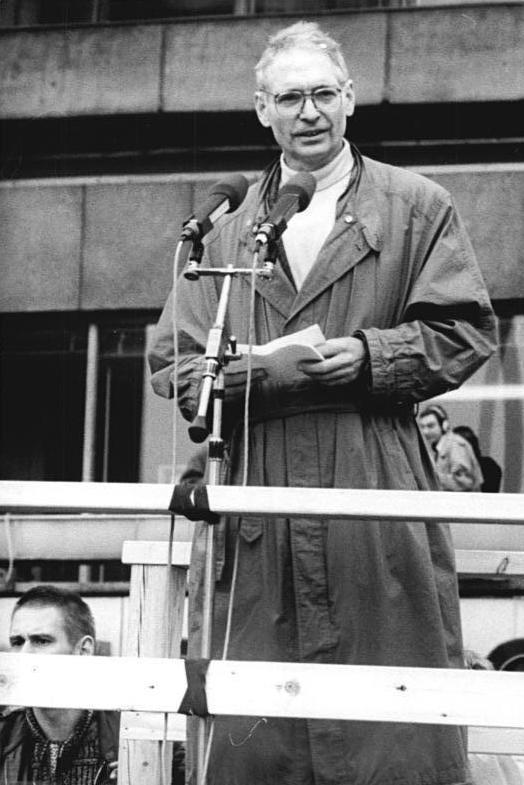
新论坛的Jens Reich于1989年在亚历山大广场示威中发言

新论坛（德語：Neues Forum）是东德历史上的一个政治组织。该组织成立于1989年9月，并在1989年11月8日成为东德第一个被德国统一社会党政府承认的独立政治组织。1990年2月，该组织与民主现在、争取和平与人权倡议合并为联盟90。